# Apamea finitima
Apamea finitima là một loài bướm đêm trong họ Noctuidae.

## Hình ảnh

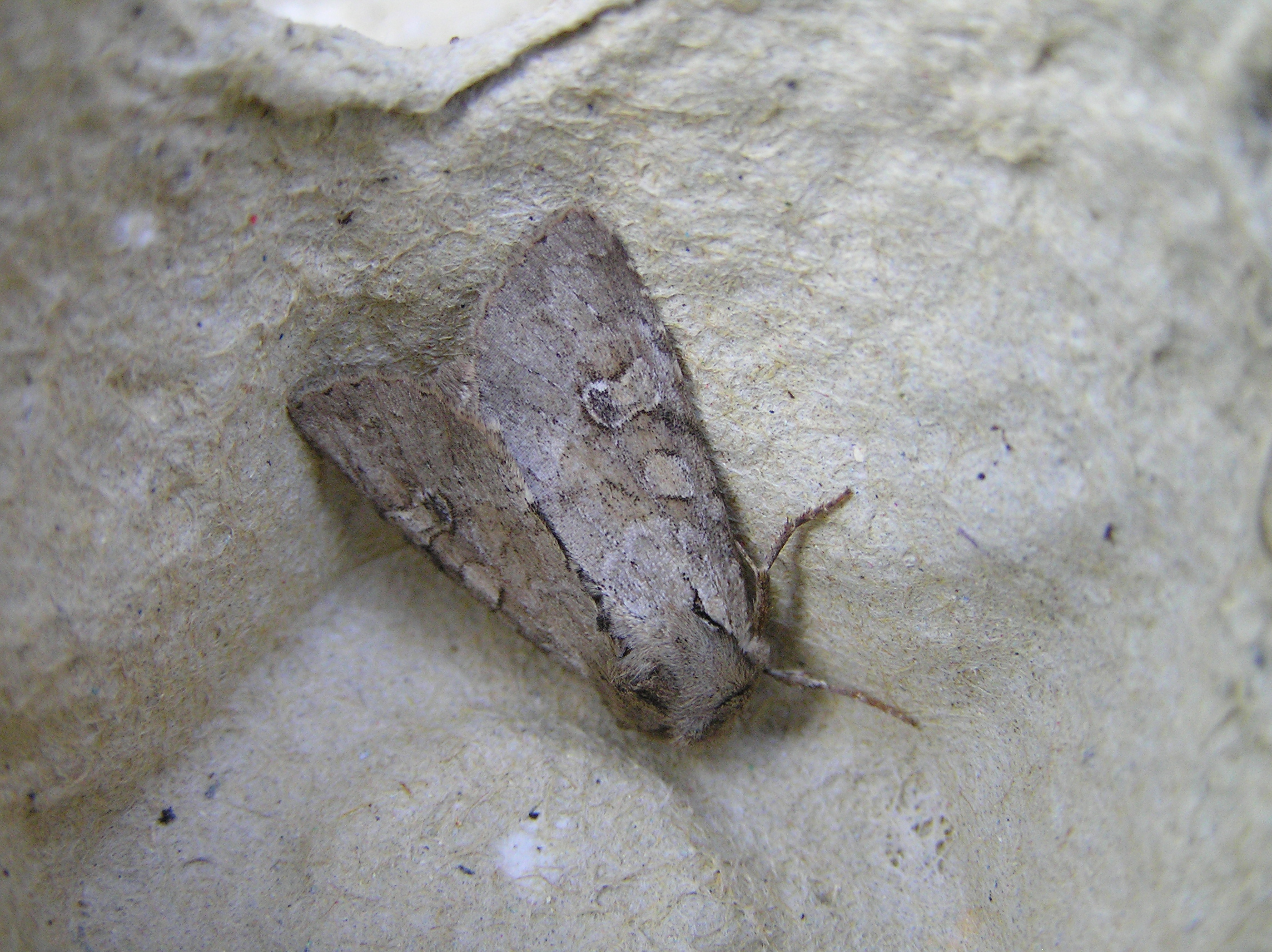